# Станко Младеновски
Станко Младеновски (Врачевце, 9. новембар 1937) био је македонски друштвено-политички радник, привредник и председник Собрања Социјалистичке Републике Македоније.

## Биографија
Рођен је 9. новембра 1937. године у месту Врачевце, код Куманова. Дипломирао је грађевинарство на Техничком факултету Универзитета у Скопљу. 
Био је члан Савета за народну одбрану Скупштине општине од 1974. до 1981. године. Био је члан радних тела и друштвено-политичких организација у непосредној производњи. Од 1967. до 1971. био је члан Општинске конференције и Општинског комитета Савеза комуниста у Куманову. Од 1974. до 1980. био је секретар Општинског комитета СКМ, а потом и председник Општинске конференције СКМ. Затим је био члан Председништва Социјалистичког савеза радног народа Македоније од 1974. до 1981. и члан Централног комитета Савеза комуниста Македоније између Седмог и Осмог конгреса.
Младеновски је као један од успешнијих руководилаца привреде социјалистичке Македоније био директор фабрике заварених цеви и профила „11 Октомври“ у Куманову. Од 1965. до 1970. године радио је у Водоводу као главни инжењер. Две године пре него је преузео функцију директора фабрике за производњу кондиторских производа, био је пројектант. Године 1984. изабран је за генералног директора Радне организације „Искра“ из Куманова.
У Собрању СР Македоније био је делегат у Одбору за развој и финансије и Одбору за урбанизам и стамбено-комуналне послове. Био је и активан члан Социјалистичког савеза радног народа Македоније као најмасовније друштвено-политичке организације у то време.
Станко Младеновски је изабран за председника Собрања Социјалистичке Републике Македоније на заједничкој седници три скупштине Собрања одржаној 25. априла 1985. године са мандатом од годину дана. Његов избор је обављен једногласно, јавним гласањем делегата. Полазећи из непосредне производње, из удруженог рада, Станко Младеновски се у раду Скупштине посебно залагао за бржи развој привреде, за унапређење нормативне делатности на том плану и за усаглашавање законских решења. Мандат председника Собрања СР Македоније престао му је 28. априла 1986. године.